# Avril 1783
Cette page présente les faits marquants du mois d'avril 1783.

## Événements
- États-Unis : abolition de l'esclavage au Massachusetts.

- 2 avril : William Cavendish-Bentinck devient lord de la trésorerie et chef du ministère dit de la coalition Fox-North au Royaume-Uni[1].
- 15 avril, États-Unis : ratification des préliminaires de paix par le Congrès continental[2].
- 19 avril (8 avril du calendrier julien) : manifeste de Catherine II de Russie sur l’annexion de la Crimée[3], préparée par Potemkine qui reçoit le titre de Prince de Tauride.
  - Le khan de Crimée Şahin Giray, menacé par des révoltes intérieures, appelle les Russes à l’aide. La Russie annexe unilatéralement la Crimée après trois siècles d'administration ottomane, et des paysans allemands s'y établissent. Construction de la forteresse de Sébastopol.
- 26 avril, États-Unis : 7 000 loyalistes quittent le port de New-York pour le Canada[4].
  - Expulsion de 100 000 loyalistes, fidèles au Royaume de Grande-Bretagne pendant la guerre d’indépendance et confiscation de leurs biens. Ils s’établissent en majorité au Canada mais aussi aux Antilles et au Royaume-Uni. Le Parlement britannique vote 16 millions de livres sterling de crédit pour aider les réfugiés. Les États mettent en vente les biens confisqués. Comme les loyalistes sont souvent de grands propriétaires, voire des propriétaires de colonie (les Penn en Pennsylvanie ou les Baltimore au Maryland), le transfert de propriété vers les États porte sur des dizaines de milliers d’hectares. La redistribution fournit une double possibilité aux chefs révolutionnaires : s’enrichir, eux et leurs amis, et distribuer des lopins aux petits fermiers afin de s’assurer de leur soutien le plus large au nouveau régime.

## Naissances
- 3 avril : Washington Irving, né dans le quartier de Manhattan, à New York, mort le 28 novembre 1859 à Tarrytown, écrivain américain du début du XIXe siècle.
- 8 avril : John Claudius Loudon (mort en 1843), botaniste écossais.

## Décès
- 13 avril : Michel-François Dandré-Bardon, peintre, dessinateur et graveur français (° 22 mai 1700).
- 16 avril : 
  - Saint Benoît Joseph Labre, pénitent français, à Rome (1748-1783).
  - Christian Mayer (né en 1719), prêtre jésuite morave, astronome, philosophe et physicien.
- 24 avril : Grigori Orlov.